# Bécasseau roussâtre
Calidris subruficollis
Espèce
Synonymes
- Tryngites subruficollis (protonyme)

Statut de conservation UICN

 VU A2bc+4bc : Vulnérable
Le Bécasseau roussâtre (Calidris subruficollis) ou Bécasseau rousset, est une espèce d'oiseaux appartenant à la famille des Scolopacidae.

## Répartition et population
Cet oiseau niche sur les côtes arctiques de l'Amérique du Nord et de Sibérie (nord du Tchoukotka et îles Aïon et Wrangel). L'espèce hiverne dans l'est de l'Amérique du Sud (Uruguay, pampa, Rio Grande do Sul et régions avoisinantes). L'espèce, très commune encore vers les années 1890-1900, a été conduite en 1920 au bord de l'extinction à la suite d'une chasse intensive. Ses effectifs sont évalués à 15 000 individus environ. Malgré des difficultés pour l'observation directe des sites de nidification, les comptages obtenus lors des migrations montrent que les populations continuent de décliner.

## Statut en France
En France, le Bécasseau roussâtre est considéré comme un migrateur rare. Chaque année, seuls quelques individus sont observés, notamment lors de leur migration post-nuptiale. L'espèce figure donc en catégorie A sur la liste des oiseaux de France.